# Kate Bruce
Kate Bruce foi uma atriz do cinema mudo estadunidense, que participou de 289 filmes entre 1908 e 1931.
Era a preferida de D.W. Griffith para interpretar papeis de mãe, como fez no clássico Intolerance, de 1916 (no episódio da Babilônia). Continuou a trabalhar com o diretor na American Biograph Company até 1923.

## Filmografia selecionada
- Way Down East (1920)
- True Heart Susie (1919)
- A Romance of Happy Valley (1919)
- The Greatest Thing in Life (1918)
- Lillian Gish in a Liberty Loan Appeal (1918)
- Souls Triumphant (1917)
- The House Built Upon Sand (1916)
- His Desperate Deed (1915)
- The Rebellion of Kitty Belle (1914)
- Judith of Bethulia (1914)
- A Nest Unfeathered (1914)
- The Battle at Elderbush Gulch (1913)
- The Stopped Clock (1913)
- The Strong Man's Burden (1913)
- The Mothering Heart (1913)
- Just Gold (1913)
- Olaf-An Atom (1913)
- The House of Darkness (1913)
- The Stolen Loaf (1913)
- The Wanderer (1913)
- A Misunderstood Boy (1913)
- A Frightful Blunder (1913)
- The Sheriff's Baby (1913)
- The Unwelcome Guest (1913)
- A Girl's Stratagem (1913)
- The Telephone Girl and the Lady (1913)
- A Cry for Help (1912)
- My Hero (1912)
- The New York Hat (1912)
- The Informer (1912)
- Heredity (1912)
- The Painted Lady (1912)
- The One She Loved (1912)
- A Feud in the Kentucky Hills (1912)
- The Voice of the Child (1911)
- The Battle (1911)
- His Trust Fulfilled (1911)
- His Trust (1911)
- The Fugitive (1910)
- What the Daisy Said (1910)
- The Unchanging Sea (1910)
- Ramona (1910)
- The Two Brothers (1910)
- A Trap for Santa Claus (1909)
- The Red Man's View (1909)
- The Hessian Renegades (1909)
- The Country Doctor (1909)
- At the Altar (1909)
- The Golden Louis (1909)